# Minigun
M134 Minigun je ameriška 6-cevna 7,62x51 Gatlingova strojnica. Uporabljajo jo tri veje Ameriški oboroženih sil: kopenska vojska, letalske sile, mornarica in okrog 30 drugih držav po svetu.
Minigun lahko izstreli 2000-6000 nabojev na minuto. Po navadi ga poganja električni motor. Teža orožja je okrog 40 kilogramov, dolžina 801,6 mm, dolžina cevi pa 558,8 mm. 